# Văleni (Parincea), Bacău
Văleni este un sat în comuna Parincea din județul Bacău, Moldova, România.